# Une ville idéale
Une ville idéale est une nouvelle de Jules Verne publiée pour la première fois conjointement dans les Mémoires de l'Académie d'Amiens, dans le Journal d'Amiens et à l'imprimerie T. Jeunet.

## Historique de l’œuvre
Il s'agit à l'origine d'un discours prononcé lors de la séance publique de l'Académie d'Amiens du 12 décembre 1875. Jules Verne y reprend de nombreux éléments de son roman de 1860, refusé par Pierre-Jules Hetzel, Paris au XXe siècle. Il tente en vain de le faire publier de nouveau en complément des Indes noires, roman trop court pour un volume.
Après sa publication chez T. Jeunet en 1875, le texte est repris mais de manière incomplète dans la revue Sur Terre et sur Mer. Journal hebdomadaire de voyages et d'aventures, avec illustrations, en 1876.

## Résumé
Jules Verne, directeur de l'Académie d'Amiens, explique à ses collègues le rêve qu'il a fait, celui d'Amiens en l'an 2000. Il ne reconnaît plus rien de la ville qu'il a connue. Les progrès techniques ont été considérables, les maladies n'existent plus, pas plus que le célibat.
La nouvelle est écrite dans une veine futuriste où Verne se laisse aller à des descriptions utopiques et fantastiques, style qui lui a été interdit par Hetzel. Mais plus qu'une anticipation, ce texte est surtout une satire du présent puisqu'il critique la ville d'Amiens de 1875.

## Publication
Le texte initial a été réédité en 1999 par les éditions du Centre international Jules-Verne, avec vingt-deux illustrations originales et futuristes.